# سرو باروسو
سرو باروسو (به اسپانیایی: Cerro Barroso) یک کوه در پرو است که در منطقه تاکنا واقع شده‌است. سرو باروسو ۵٬۷۴۱ متر بالاتر از سطح دریا واقع شده‌است.